# Пенитенциарная система
Пенитенциа́рная (уголо́вно-исполни́тельная) систе́ма  (от лат. poenitentia «раскаяние») — система правоприменительных органов, государственный аппарат принуждения, ведающий исполнением уголовных наказаний, наложенных на граждан в соответствии с законом. 
Пенитенциарная система обеспечивает исполнение наказаний (карательных мер) как связанных, так и не связанных с лишением свободы, а также содержание подследственных с момента заключения под стражу до суда (до изменения меры процессуального пресечения в виде заключения под стражу). Одним из важнейших направлений деятельности современной пенитенциарной системы по восстановлению социальной справедливости, наряду с карательной функцией, является профилактика рецидива преступлений.
По данным на 2025 год, в заключении в мире содержались 11,5 миллиона человек, при этом 60% стран сталкивались с проблемой переполненных тюрем.

## Требования к пенитенциарной системе
В Минимальных стандартных правилах обращения с заключёнными, принятых на первом Конгрессе Организации Объединённых Наций по предупреждению преступности и обращению с правонарушителями в 1955 году, указывается, что целью и оправданием приговора к лишению свободы является в конечном счёте защита общества и предотвращение угрожающих обществу преступлений. Этой цели можно добиться только в том случае, если по отбытии срока заключения и по возвращении к нормальной жизни в обществе правонарушитель оказывается не только готовым, но и способным подчиниться законодательству и обеспечивать своё существование. Заключение и другие меры, изолирующие правонарушителя от окружающего мира, причиняют ему страдания уже в силу того, что они лишают его свободы. Поэтому тюремная система не должна причинять заключённым дополнительные страдания.
Европейский суд по правам человека указывал, что, хотя наказание остается одной из целей тюремного заключения, акцент в европейской уголовной политике теперь делается на реабилитацию, особенно к концу длительного тюремного срока. Перспектива освобождения необходима, поскольку человеческое достоинство требует, чтобы у заключенного был шанс искупить свою вину и перейти к реабилитации. Система досрочного освобождения также необходима, поскольку в течение очень длительного срока баланс между основаниями для заключения (наказание, устрашение, общественная защита и реабилитация) может сместиться до такой степени, что заключение больше не может быть оправдано.

## История развития пенитенциарной системы
Тюрьмы существуют с момента возникновения первых государств, но до XVIII века основными видами уголовного наказания были телесные наказания и смертная казнь. В XVIII веке реформаторы впервые заговорили о необходимости сделать наказание более гуманным. В конце XVIII века Джоном Говардом и Иеремией Бентамом была предложена модель уголовного наказания, которая предусматривала профессиональное обучение, трудовое и нравственное воздействие на заключенных в тюрьму преступников с целью их исправления. Начался поиск эффективных методов перевоспитания заключенных. 
Квакеры в США выдвинули идею физической и духовной изоляции заключённых от общества, чтобы оставить преступника один на один со своей совестью, что должно было, по их мнению, привести его к раскаянию и исправлению. В 1786 году в штате Пенсильвания была построена тюрьма, названная «Пенитенциарием» (от латинского слова «poenitentiarium» — дом покаяния), где заключенные должны были находиться в одиночных камерах в полном молчании и тишине, изучать религиозную литературу и молиться. Затем, в 1816 году, в городе Оберн (штат Нью-Йорк) была открыта подобная пенсильванской тюрьма с той лишь разницей, что там заключенных помещали в одиночные камеры только на ночь, а днем они работали в общих мастерских, но им запрещалось разговаривать друг с другом под страхом телесного наказания. 
Позже была выдвинута идея поэтапного изменения условий отбывания наказания в зависимости от поведения осуждённого в сторону расширения либо ограничения его прав. Такая «прогрессивная система» была использована Уолтером Крофтоном в Ирландии в так называемых «переходных тюрьмах», где создавались условия для адаптации к жизни на свободе и привыканию к общественно-полезному труду. Во второй половине XIX века в США был создан новый вид исправительного учреждения для молодых людей (в возрасте от 16 до 30 лет) — реформаторий, который сочетал в себе атрибуты тюрьмы и воспитательного учреждения. Средствами перевоспитания в таких учреждениях выступали труд, общеобразовательное обучение, профессиональное обучение, военная подготовка. В зависимости от поведения осуждённые переводились либо в высший класс с улучшенными условиями содержания, либо в низший класс, где условия ухудшались.

## Современные пенитенциарные системы разных стран
В США, которые традиционно занимают первое место в мире по количеству заключенных, существует диверсифицированная система уголовно-исполнительных учреждений. Она включает федеральные тюрьмы, тюрьмы штатов и местные (окружные и муниципальные) тюрьмы. В США есть четыре вида федеральных тюрем: тюрьмы с минимальной степенью безопасности, тюрьмы со средней степенью безопасности, тюрьмы с усиленной степенью безопасности, тюрьмы с максимальной степенью безопасности. В тюрьмах с минимальной степенью безопасности действует облегчённый режим, осуждённым предоставляется возможность работать за пределами учреждения (на строительстве дорог, сельскохозяйственных и других общественно полезных работах). Тюрьмы со средней степенью безопасности имеют вооруженную охрану, но не имеют высоких стен. Тюрьмы с максимальной степенью безопасности, где содержатся наиболее опасные преступники, обнесены высокими стенами, имеют сторожевые вышки, усиленную охрану, жёсткий режим содержания. Местные (окружные и муниципальные) тюрьмы служат для содержания наименее опасных преступников, осуждённых за нарушения общественного порядка и мелкие кражи. Несовершеннолетних правонарушителей в США помещают в молодёжные реформатории и воспитательные школы. В некоторых штатах США существуют центры дневного содержания, где несовершеннолетние осуждённые работают и учатся днем, а на ночь могут отправиться домой.
В Великобритании с 1969 года центральные пенитенциарные учреждения разделены на три категории: 1) для отбывания кратких (до 18 месяцев); 2) средних (от 1,5 до 5 лет) и 3) длительных (свыше 5 лет) сроков лишения свободы. Они делятся на учреждения открытого типа (нет вооруженной охраны, решеток на окнах, заключенные могут работать за пределами учреждения) и закрытого типа (вооруженная охрана, высокие стены, строгая изоляция, минимальные контакты с внешним миром). Также в Великобритании есть местные пенитенциарные учреждения (тюрьмы графств, городские тюрьмы), где содержатся подследственные, а также отбывают наказания осужденные на краткие сроки лишения свободы и несовершеннолетние.
Для Германии характерно предварительное изучение осужденного для формирования четких рекомендаций по программе отбывания тюремного заключения. После такого шестинедельного исследования осужденного направляют в то учреждение, в котором ему легче будет адаптироваться. Длительное время в тюрьмах Германии преобладало одиночное заключение,  однако в настоящее время допускается помещение заключенных по четыре в камере. Днем они трудятся в мастерских, мини-цехах по сборке компьютеров, пекарнях. В настоящее время около 25 % тюрем Германии имеют полуоткрытый характер, в том числе так называемые «открытые тюрьмы», в которые переводятся осужденные, вставшие на путь исправления, для отбытия оставшихся, как правило, 6-12 месяцев срока заключения.

## Современная пенитенциарная система России

### Учреждения пенитенциарной системы России
Согласно ст. 5 Закона России от 21 июля 1993 года «Об учреждениях и органах, исполняющих уголовные наказания в виде лишения свободы» уголовно-исполнительная система России включает в себя:
1. федеральный орган исполнительной власти, осуществляющий правоприменительные функции, функции по контролю и надзору в сфере исполнения уголовных наказаний в отношении осуждённых (федеральный орган уголовно-исполнительной системы);
2. территориальные органы уголовно-исполнительной системы;
3. учреждения, исполняющие наказания;
4. следственные изоляторы, предприятия, специально созданные для обеспечения деятельности уголовно-исполнительной системы, научно-исследовательские, проектные, лечебные, учебные и иные учреждения, если они специально отнесены к уголовно-исполнительной системе решением[10] Правительства Российской Федерации.

Федеральным органом уголовно-исполнительной системы является Федеральная служба исполнения наказаний (ФСИН), подведомственная Минюсту России. Территориальные органы уголовно-исполнительной системы создаются на территориях субъектов Российской Федерации.
Виды учреждений и органов, исполняющих наказания, определяются Уголовно-исполнительным кодексом Российской Федерации в ст. 16. Согласно ей учреждениями уголовно-исполнительной системы являются: уголовно-исполнительные инспекции, арестные дома, колонии-поселения, воспитательные колонии, лечебные исправительные учреждения, исправительные колонии общего, строгого или особого режима, тюрьмы, а также следственные изоляторы, в которых оставлены осуждённые к лишению свободы для выполнения работ по хозяйственному обслуживанию. Другие органы, имеющие возможность исполнять некоторые уголовные наказания (судебные приставы-исполнители, суды, дисциплинарные воинские части, командования воинских частей и гарнизонов на гауптвахтах) к учреждениям уголовно-исполнительной системы не относятся.
В следственных изоляторах (СИЗО), предусматривающих содержание подследственных, могут содержаться подсудимые, а также осуждённые, до отправки оных в соответствующее учреждение исполнения наказаний уголовно-исполнительной системы,
а также осуждённые, которых — по договорённости с ними — администрация СИЗО оставила отбывать лишение свободы в СИЗО, чтобы они в СИЗО выполняли те работы, которые там поручают заключённым (осуждённым).

### Тюремное население России
По состоянию на 1 августа 2010 года в пенитенциарных учреждениях Российской Федерации находилось 842,2 тысячи человек. По данным International Centre for Prison Studies, по состоянию на 1 декабря 2013 года в заключении находилось 606 тысяч человек. На 2020 год численность заключённых в России составляет 512 854 человека. Количество заключённых на 100000 населения составляет 419 человек. По этому показателю Россия занимает 4-е место в мире.
По заявлению генпрокурора России Юрия Чайки на выступлении в Совете Федерации, в 2012 году в исправительных учреждениях умерли 3907 человек. В СИЗО и исправительных учреждениях за 2012 год было совершено 28 убийств и зарегистрировано 961 преступление. В 2018 году общественности стало известно о множестве фактов применения пыток к людям со стороны работников пенитенциарной системы России.